# USS Porter (DDG-78)
Pour les autres navires du même nom, voir USS Porter.
L’USS Porter (DDG-78) est un destroyer américain de la classe Arleigh Burke, en service depuis le 20 mars 1999. Il est nommé d'après l'officier de marine David Porter (1780-1843). Il a été construit au chantier naval Ingalls de Pascagoula dans l'État du Mississippi.

## Histoire du service

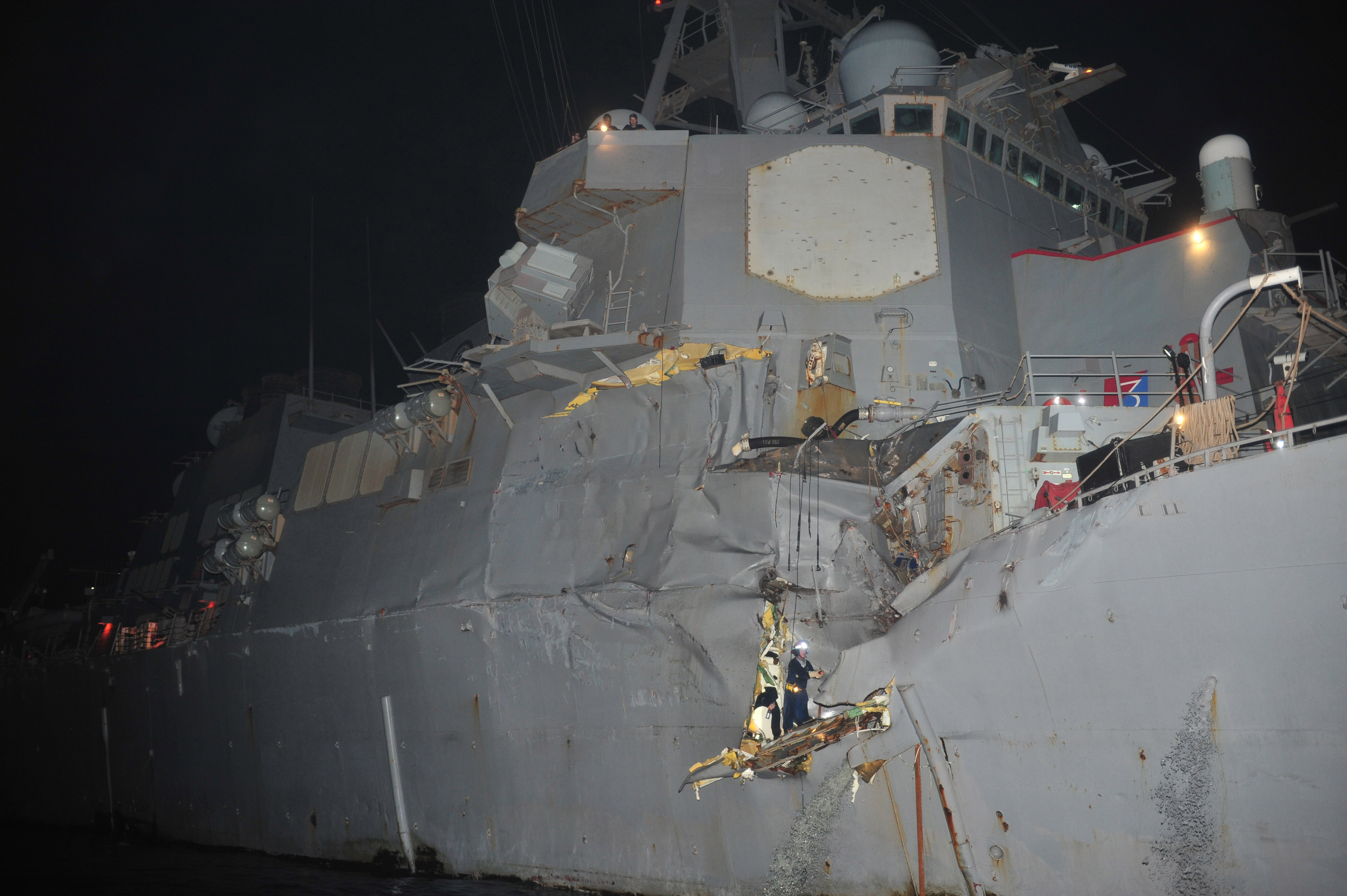
Le USS Porter après la collision contre un pétrolier en 2012.

Il a notamment participé à l'opération Nanook 2010 organisée par le gouvernement canadien. 
Le 12 août 2012, il entre en collision avec le pétrolier japonais MV Otowasan dans le détroit d'Ormuz. Aucun blessé n'a été signalé.
Dans la nuit du 6 au 7 avril 2017, il est l'un des deux navires participant au bombardement de la base aérienne d'Al-Chaayrate en tirant un total de 59 missiles de croisière.